# Долнє Добравиці
Долнє Добравиці (словен. Dolnje Dobravice) — поселення в общині Метлика, регіон Південно-Східна Словенія, Словенія.